# 1963년
1963년은 화요일로 시작하는 평년이다.

## 사건
- 1월 1일 - 경상남도 부산시와 동래군 구포읍, 사상면, 북면, 기장면 송정리를 관할로 부산직할시가 설치되었다.
- 2월 10일 - 규슈 북부 5개시(고쿠라 시,모지 시,도바타 시,야하타 시,와카마쓰 시)통합.이로 인해 기타큐슈시가 발족된다.
- 4월 1일 - 기타큐슈시가 정령지정도시로 지정되다.
- 5월 14일 - 쿠웨이트, 유엔 가입.
- 6월 21일 - 교황 바오로 6세, 262대 교황 임기 시작.
- 6월 26일 - 존 F. 케네디 미국 대통령이 서독 서베를린에서 "나는 베를린 사람입니다"(Ich bin ein Berliner)라는 연설을 하다.
- 8월 5일 - 김활란 이화여대 총장, 막사이사이상 수상.
- 8월 28일 - 워싱턴 대행진에서, 마틴 루터 킹이 "나에게는 꿈이 있습니다"라는 연설을 하다.
- 8월 30일 - 박정희 국가재건최고회의 의장 예편해 민주공화당에 입당.
- 9월 16일 - 말라야 연방, 사라왁, 북보르네오, 싱가포르가 뭉쳐 말레이시아를 만들다.
- 9월 30일 - 이준(李儁)의 유해, 56년 만에 네덜란드서 귀환해 서울 수유리에 안장.
- 10월 14일 - 대한민국과 캐나다가 국교를 수립하다.
- 10월 15일 - 대한민국, 제5대 대통령 선거에서 박정희 후보가 윤보선 후보를 누르고 당선.
- 11월 22일 - 미국에서 존 F. 케네디 암살 사건이 일어나다.
- 12월 11일 - 대한민국과 성좌가 국교를 수립하다.
- 12월 12일 - 케냐, 영국으로부터 독립.
- 12월 16일 - 케냐, 유엔 가입
- 12월 17일 - 대한민국 제3공화국 출범

## 문화
- 1월 1일
  - 일본 최초의 TV 애니메이션 시리즈인 우주소년 아톰 첫 방영.
  - KBS TV(현 KBS1)가 수신료(시청료) 징수 및 광고방송(상업광고방송)을 실시했다.
- 3월 22일 - 비틀즈의 첫 정규 음반인 《Please Please Me》가 영국에서 발매되고, 앨범 차트 7위에 오름.
- 3월 28일 - 앨프리드 히치콕의 새 개봉.
- 4월 25일 - 동아방송 개국.
- 8월 20일 - 대한민국, 서울 교외선 개통.
- 8월 30일 - 미국과 소비에트 연방, 워싱턴 D.C. 및 모스크바 사이에 핫라인 개통.
- 9월 1일 - 대한민국 철도청 발족.
- 9월 10일 - 미국 흑인학생들, 버밍햄 등의 백인학교에 최초로 입학.
- 9월 15일 - 대한민국에서 최초의 라면인 삼양라면(치킨라면)이 출시되다.
- 9월 21일 - 제5회 아시아야구선수권대회 서울에서 열림(∼29).
- 10월 3일 - 전라북도 정읍시에 동학 혁명 기념탑 준공.
- 10월 7일 - 천주교 수원교구 설립.
- 10월 10일 - 대한민국, 서울가정법원 개원.
- 10월 20일 - 철인 28호 첫 방영.
- 11월 23일 - 영국, 최장수 드라마이자 최초의 SF드라마인 닥터후 방영 시작.

## 탄생

### 1월
- 1월 1일 - 소련의 수영 선수 리나 카추시테.
- 1월 2일 - 미국의 전 야구 선수 데이비드 콘
- 1월 3일
  - 대한민국의 기자 배재성.
  - 대한민국의 부산광역시의원 김영희.
- 1월 4일 - 독일의 가수 틸 린데만.
- 1월 5일 - 대한민국의 전 공무원 서동욱.
- 1월 7일
  - 대한민국의 가수 우순실.
  - 루마니아의 레슬링 선수 이오안 그리고라슈.
  - 미국의 정치인 랜드 폴.
- 1월 9일
  - 대한민국의 검사, 변호사, 대학교수 김오수.
  - 일본의 성우 이가라시 레이.
- 1월 10일
  - 대한민국의 전 야구 선수, 전 야구 감독 선동열.
  - 대한민국의 정치인 어기구.
- 1월 11일
  - 대한민국의 정치인 김태흠.
  - 대한민국의 성우 김옥경.
- 1월 12일 -대한민국의 소설가 신경숙.
- 1월 14일
  - 대한민국의 기업인 서경배.
  - 미국의 영화 감독 스티븐 소더버그.
- 1월 16일
  - 영국과 미국의 경제학자 사이먼 존슨.
  - 일본의 성우 히노 유리카.
- 1월 17일 - 대한민국의 배우 류태호.
- 1월 19일 - 일본의 배우 마츠시게 유타카.
- 1월 21일 - 독일의 농구 선수 데틀레프 슈렘프.
- 1월 22일 - 대한민국의 정치인 조승수.
- 1월 23일 - 대한민국의 배우 최홍일.
- 1월 24일
  - 네덜란드의 권투 선수 아르놀트 판데를리더.
  - 일본의 영화감독 이와이 슌지.
- 1월 25일 - 이탈리아의 테너 가수 마르첼로 조르다니. (~2019년)
- 1월 26일 - 포르투갈의 축구 감독 조제 모리뉴.
- 1월 28일 - 일본의 성우 이와쓰보 리에.
- 1월 31일
  - 대한민국의 소설가 공지영.
  - 대한민국의 살인자, 강간범죄자 이춘재.

### 2월
- 2월 8일 - 대한민국의 바둑 기사 양재호.
- 2월 10일 - 대한민국의 정치인 이병선.
- 2월 11일 - 스페인의 전 축구 선수, 현 축구 감독 호세 마리 바케로.
- 2월 12일
  - 대한민국의 배우 김세준.
  - 대한민국의 정무직 공무원, 기초단체장 심덕섭.
- 2월 13일
  - 대한민국의 프리랜서 아나운서, 방송인 김병찬.
  - 대한민국의 가수 희승연.
  - 이란의 배우 로야 노나할리.
- 2월 17일
  - 대한민국의 정치인 서동욱.
  - 미국의 농구 선수 마이클 조던.
- 2월 18일
  - 대한민국의 정치인 김상훈.
  - 스웨덴의 축구 선수 안데르스 프리스크.
- 2월 19일 - 영국의 음악가 씰.
- 2월 20일 - 영국의 음악가 이언 브라운.
- 2월 23일 - 대한민국의 기업인, 정치인 이상직.
- 2월 24일 - 대한민국의 정치인 홍성국.
- 2월 27일 - 대한민국의 정치인 고진화. (~2024년)
- 2월 28일 - 대한민국의 배우 강애심.

### 3월
- 3월 1일 - 이탈리아의 권투 선수 안젤로 무소네.
- 3월 2일
  - 대한민국의 가수 박학기.
  - 대한민국의 배우 류용진.
  - 대한민국의 배우 박진성.
  - 대한민국의 배우 김명국.
  - 대한민국의 교육강사 출신 정치인 김학동.
- 3월 5일 - 미국의 목회자 조엘 오스틴.
- 3월 9일 - 캐나다의 영화 감독, 각본가, 편집자 장마르크 발레. (~2021년)
- 3월 10일
  - 미국의 음악 프로듀서 릭 루빈.
  - 중국의 체조 선수 리닝.
- 3월 12일 - 대한민국의 전 축구 선수 현 축구 지도자 김성수.
- 3월 16일
  - 대한민국의 전직 야구 선수 김대중.
  - 일본의 비디오 게임 디자이너 아오누마 에이지.
- 3월 17일 - 대한민국의 수영 선수 최선용.
- 3월 18일 - 대한민국의 음악프로듀서 김창환.
- 3월 20일
  - 대한민국의 정치인, 제21대 국회의원 정태호.
  - 일본의 배우 와타리 히로시.
- 3월 21일
  - 네덜란드의 전 축구 선수, 현 축구 감독 로날트 쿠만.
  - 대한민국의 배우 이재용.
  - 대한민국의 정치인, 변호사 송영길.
- 3월 23일 - 스페인의 전 축구 선수, 현 축구 감독 미첼.
- 3월 24일 - 대한민국의 전 야구 선수 민경삼.
- 3월 25일 - 대한민국의 가수 이애란.
- 3월 26일 - 대한민국의 경제학자, 제16대 통계청장 황수경.
- 3월 27일
  - 대한민국의 정치인 윤호중.
  - 미국의 영화 감독 쿠엔틴 타란티노.
- 3월 28일 - 일본의 성우 혼다 지에코. (~2013년)
- 3월 30일 - 대한민국의 법조인 이흥구.

### 4월
- 4월 2일 - 대한민국의 기상캐스터 전세영.
- 4월 3일 - 대한민국의 교육인 전훈.
- 4월 4일 - 아일랜드의 배우 겸 방송인 그레이엄 노턴.
- 4월 5일
  - 대한민국의 전 야구 선수 김상국.
  - 대한민국의 방송인 손범수.
- 4월 6일 - 압하지야의 정치인 아슬란 브자니야.
- 4월 8일 - 미국의 배우 딘 노리스.
- 4월 9일 - 미국의 패션 디자이너 마크 제이컵스.
- 4월 11일 - 대한민국의 법조인 박주현.
- 4월 12일
  - 대한민국의 군인 김승겸.
  - 대한민국의 정치인 성일종.
- 4월 13일 - 슬로바키아의 레슬링 선수 요제프 로히냐.
- 4월 14일 - 대한민국의 정치인 송영길.
- 4월 15일 - 대한민국의 배우 최석구.
- 4월 17일 - 미국의 배우 조엘 머레이.
- 4월 18일
  - 미국의 텔레비전 진행자, 희극인 코난 오브라이언.
  - 미국의 드러머 마이크 맨지니.
- 4월 21일 - 미국의 야구 선수 켄 캐미니티. (~2004년)
- 4월 24일 - 바누아투의 정치인 샬롯 살와이.
- 4월 25일 - 스코틀랜드의 전 축구 선수 데이비드 모이스.
- 4월 26일
  - 대한민국의 배우 이종남.
  - 중국의 배우 이연걸.
- 4월 27일
  - 대한민국의 철학자 진중권.
  - 대한민국의 판사 출신 정치인 박범계.
- 4월 28일 - 대한민국의 전 야구 선수, 현 야구 감독 류중일.
- 4월 29일 - 대한민국의 기업인 이성화.
- 4월 30일 - 영국의 영화 감독 제임스 마시.

### 5월
- 5월 2일 - 미국의 프로레슬링 선수 레이 트레일러.
- 5월 4일 - 대한민국의 방송 기자 손지애.
- 5월 5일 - 일본의 야구 선수 구도 기미야스.
- 5월 7일 - 대한민국의 정치인 방세환.
- 5월 8일
  - 프랑스의 영화 감독 미셸 공드리.
  - 팔레스타인의 정치인 이스마일 하니예. (~2024년)
- 5월 9일
  - 대한민국의 정치인 최병상.
  - 영국의 배우 게리 대니얼스.
- 5월 11일
  - 대한민국의 정치인 이헌승.
  - 스웨덴의 소프라노 가수 니나 슈템메.
  - 일본의 희극인 하마다 마사토시.
- 5월 12일
  - 대한민국의 국방인 서욱.
  - 필리핀의 영화배우 셰리 힐. (~2022년)
- 5월 14일 - 대한민국의 시민 사회 운동가, 정치인, 공무원 이장섭.
- 5월 16일 - 대한민국의 정치인 송언석.
- 5월 17일
  - 대한민국의 농구 선수 김영희. (~2023년)
  - 대한민국의 기업인 박정호.
  - 일본의 레슬링 선수 고바야시 다카시.
- 5월 18일 - 대한민국의 배우 한경선. (~2015년)
- 5월 19일 - 대한민국의 야구 선수, 야구 코치 백인호.
- 5월 20일 - 대한민국의 전 농구 선수, 농구 감독 전창진.
- 5월 21일 - 대한민국의 야구 선수 류중일.
- 5월 22일
  - 대한민국의 기자 출신 정치인 김의겸.
  - 대한민국의 싱어송라이터 장필순.
- 5월 25일
  - 캐나다, 영국, 미국의 배우, 희극인 마이크 마이어스.
  - 대한민국의 배우 맹봉학.
- 5월 26일 - 대한민국의 정치인, 전라북도의회 의원 김명지.
- 5월 27일 - 대한민국의 정치인 강득구.
- 5월 29일 - 미국의 배우 트레이시 E. 브레그만.
- 5월 31일 - 대한민국의 축구 선수 김종석.

### 6월
- 6월 1일 - 대한민국의 기자,정치인 신성범.
- 6월 2일 - 대한민국의 성우 경진호 (~1991년)
- 6월 5일
  - 대한민국의 전 축구 선수 최광지.
  - 대한민국의 전 씨름 선수 고경철.
- 6월 7일
  - 대한민국의 정치인 조해진.
  - 대한민국의 전 농구 선수 한기범.
  - 프랑스의 테너 가수 로베르토 알라냐.
- 6월 8일 - 일본의 축구 심판 가미카와 도루.
- 6월 9일
  - 대한민국의 언론인 박민.
  - 미국의 영화배우 조니 뎁.
  - 미국의 각본가, 영화 감독 데이비드 켑.
- 6월 10일 - 미국의 배우 진 트리플혼.
- 6월 11일
  - 대한민국의 기업인 김상헌.
  - 미국의 영화 제작자 그레그 호프먼. (~2005년)
- 6월 12일
  - 대한민국의 트로트 가수 박진도.
  - 나이지리아의 목사, 전도사 T. B. 조슈아. (~2021년)
- 6월 13일 - 미국의 소설가 오드리 니페네거.
- 6월 15일 - 미국의 배우 헬렌 헌트.
- 6월 17일
  - 대한민국의 정치인 민경욱.
  - 대한민국의 권투 선수 신준섭.
  - 미국의 배우 그레그 키니어.
- 6월 18일 - 미국의 키보디스트 디지 리드.
- 6월 19일 - 대한민국의 배우 김일우.
- 6월 21일 - 일본의 만화작가, 명탐정 코난의 작가인 아오야마 고쇼.
- 6월 22일 - 미국의 종합 격투기 선수 랜디 커투어.
- 6월 23일 - 중국의 소설가 류츠신.
- 6월 25일 - 영국의 가수 조지 마이클 (Wham!). (~2016년)
- 6월 29일 - 독일의 바이올린 연주자 안네 소피 무터.

### 7월
- 7월 1일 - 벨라루스의 스피드스케이팅 선수 이고리 젤레좁스키. (~2021년)
- 7월 3일 - 영국의 예술가 트레이시 에민.
- 7월 5일
  - 대한민국의 배우 손호균.
  - 미국의 배우 이디 팰코.
  - 대한민국의 배우 이종래.
- 7월 7일
  - 대한민국의 배우 하유미.
  - 대한민국의 정치인 고영인.
- 7월 11일 - 미국의 배우 리사 리나.
- 7월 13일
  - 미국의 성우 샌디 폭스.
  - 스페인의 가수 알라스카.
  - 일본의 작가, 게임 디자이너 미즈노 료.
- 7월 15일
  - 북마케도니아의 가수, 배우 이고르 잠바조프.
  - 덴마크의 가수, 배우 브리기테 닐센.
- 7월 16일 - 미국의 배우 피비 케이츠.
- 7월 17일 - 프랑스의 스키점프 선수 마티 뉘캐넨. (~2019년)
- 7월 18일 - 대한민국의 언론인, 정치인 황상무.
- 7월 20일 - 대한민국의 전 축구 선수 및 지도자 이종화.
- 7월 22일 - 스페인의 전 축구 선수 에밀리오 부트라게뇨.
- 7월 24일
  - 일본의 가수, 작곡가 카와이 나오코.
  - 대한민국의 배우 김용헌.
- 7월 25일 - 일본의 성우 우가키 히데나리.
- 7월 27일 - 홍콩의 배우 견자단.
- 7월 28일 - 대한민국의 배우 김민수.
- 7월 30일
  - 미국의 배우 리사 쿠드로.
  - 안도라의 정치인 안토니 마르티. (~2023년)
- 7월 31일 - 일본의 만화가 이토 준지.

### 8월
- 8월 1일
  - 미국의 래퍼 쿨리오. (~2022년)
  - 멕시코의 배우 데미안 비치르.
- 8월 3일 - 미국의 가수 제임스 헷필드 (메탈리카).
- 8월 4일
  - 미국의 변호사, 정치인 키스 엘리슨.
  - 대한민국의 정치인 조해진.
  - 대한민국의 배우 김승욱.
- 8월 5일
  - 대한민국의 희극인 이봉원.
  - 잉글랜드의 배우 마크 스트롱.
  - 미국의 정치인 브라이언 산도발.
- 8월 6일
  - 미국의 해커 케빈 미트닉. (~2023년)
  - 일본의 성우, 배우 단 토모유키.
- 8월 7일 - 일본의 배우 겸 성우 히라타 히로아키.
- 8월 8일
  - 대한민국의 영화 감독, 영화 각본가 허진호.
  - 일본의 성우 후카미 리카.
  - 일본의 성우 시노하라 에미. (~2024년)
- 8월 9일 - 미국의 가수 휘트니 휴스턴. (~2012년)
- 8월 10일 - 대한민국의 정치인 최성.
- 8월 13일
  - 대한민국의 정치인 안민석.
  - 인도의 배우 스리데비. (~2018년)
- 8월 14일
  - 대한민국의 가수 김장훈.
  - 대한민국의 정치인 윤종오.
  - 프랑스의 배우 에마뉘엘 베아르.
- 8월 15일
  - 대한민국의 배우 유혜리.
  - 대한민국의 전직 축구 선수, 축구 지도자 하성준.
  - 멕시코의 영화 감독 알레한드로 곤살레스 이냐리투.
- 8월 19일 - 대한민국의 배우 정명환.
- 8월 21일
  - 모로코의 국왕 무함마드 6세.
  - 대한민국의 야구 코치, 전 야구 선수 김성현.
  - 잉글랜드의 축구 선수, 감독 나이절 피어슨.
- 8월 22일
  - 대한민국의 노동 운동가, 정치 평론가 김대호.
  - 미국의 싱어송라이터, 작곡가 토리 에이머스.
- 8월 23일
  - 대한민국의 영화 감독 박찬욱.
  - 미국의 사회학자 로버트 벨라.
- 8월 24일 - 일본의 비디오 게임, 디자이너 코지마 히데오.
- 8월 25일 - 대한민국의 가수 이상우.
- 8월 26일
  - 대한민국의 배우 이기영.
  - 대한민국의 법조인, 정치인 김남근.
  - 중국의 가수 류환.
- 8월 28일 - 대한민국의 전 야구 선수, 현 야구 감독 이정훈.
- 8월 29일 - 대한민국의 공무원, 정치인 강태웅.
- 8월 31일 - 일본의 정치인 하기우다 고이치.

### 9월
- 9월 5일 - 대한민국의 정치인 장성민.
- 9월 6일 - 대한민국의 정치인 김한정.
- 9월 7일
  - 프랑스의 축구 선수 에리크 디 메코.
  - 미국의 래퍼 Eazy-E. (~1995년)
- 9월 8일 -일본의 희극인 마쓰모토 히토시.
- 9월 9일
  - 대한민국의 배우 정병호.
  - 이탈리아의 축구 선수, 축구 감독 로베르토 도나도니.
- 9월 10일
  - 미국의 야구 선수 랜디 존슨.
  - 일본의 성우 우란 사키코.
- 9월 11일 - 대한민국의 축구 심판 권종철.
- 9월 15일 - 대한민국의 배우 정경순.
- 9월 16일
  - 대한민국의 씨름 해설 위원 이만기.
  - 미국의 가수 리처드 막스.
  - 룩셈부르크의 정치인 뤼크 프리덴.
- 9월 17일 - 대한민국의 경찰 출신 정치인 서범수.
- 9월 18일 - 대한민국의 군인, 공무원 인성환.
- 9월 19일
  - 영국의 축구 선수 데이비드 시먼.
  - 대한민국의 배우 이정훈.
- 9월 20일 - 대한민국의 언론 출신 정치인 강승규.
- 9월 21일
  - 소코틀랜드의 배우 앵거스 맥페이든.
  - 일본의 전 작곡가 사무라고우치 마모루.
- 9월 26일 - 대한민국의 가수 김란영.
- 9월 27일 - 대한민국의 법조인 마은혁.
- 9월 28일 - 대한민국의 교육자 이성화.

### 10월
- 10월 1일 - 미국의 포커 선수 다빈 문. (~2020년)
- 10월 2일 - 대한민국의 정치인 송기헌.
- 10월 3일 - 대한민국의 정치인 김윤.
- 10월 6일 - 대한민국의 정치인, 국회의원 이상휘.
- 10월 7일
  - 대한민국의 경제학자 장하준.
  - 대한민국의 대법관 노정희.
- 10월 8일 - 대한민국의 가수 임수정.
- 10월 9일
  - 대한민국의 정치인 김선동.
  - 스페인의 전 축구 선수 보로.
- 10월 10일
  - 대한민국의 농구 선수 김유택.
  - 홍콩의 가수, 영화배우 매염방. (~2003년)
- 10월 11일 - 에콰도르의 정치인 페르난도 비야비센시오. (~2023년)
- 10월 12일
  - 대한민국의 가수, 정신의학과 김창기.
  - 독일의 전 축구 선수 라이몬트 아우만.
  - 일본의 애니메이터 곤 사토시. (~2010년)
  - 영국의 영화배우 데이브 르게노. (~2014년)
- 10월 13일 - 대한민국의 시인, 장로교 목사, 역사신학자 하승무.
- 10월 14일 - 대한민국의 배우 김미경.
- 10월 16일 - 미국의 배우 파멜라 바흐. (~2025년)
- 10월 17일 - 아르헨티아의 축구 선수 세르히오 고이코체아.
- 10월 18일 - 대한민국의 수의학자 라정찬.
- 10월 19일 - 대한민국의 정치인, 교육인 장재성.
- 10월 20일 - 대한민국의 배우 이두일.
- 10월 21일 - 필리핀의 배우 재클린 호세. (~2024년)
- 10월 23일 - 나이지리아의 대학 교수 오쿠이 엔위저. (~2019년)
- 10월 24일 - 대한민국의 배우 김진아. (~2014년)
- 10월 26일
  - 대한민국의 배우 옥주리.
  - 잉글랜드의 축구 선수 크레이그 셰익스피어. (~2024년)
- 10월 27일
  - 대한민국의 전 축구 선수, 현 축구 감독 이영진.
  - 일본의 성우 가네마루 준이치.
  - 대한민국의 수학자 황준묵.
- 10월 29일 - 대한민국의 정치인 허성무.
- 10월 31일
  - 브라질의 전 축구 선수, 현 축구 감독 둥가.
  - 미국의 배우 더멋 멀로니.
  - 미국의 배우 롭 슈나이더.
  - 영국의 싱어송라이터, 기타리스트 조니 마.

### 11월
- 11월 1일
  - 독일의 배우 카차 리만.
  - 영국의 전 프로 축구 선수 마크 휴스.
- 11월 2일 - 대한민국의 탐험가 박영석. (~2011년)
- 11월 3일
  - 대한민국의 가수 강산에.
  - 영국의 축구 선수 이언 라이트.
- 11월 4일
  - 아르헨티나의 축구 심판 오라시오 엘리손도.
  - 대한민국의 모델 윤정.
- 11월 5일 - 프랑스의 전 축구 선수 장피에르 파팽.
- 11월 7일
  - 영국의 축구 선수, 축구 감독 존 반스.
  - 인민공화국의 정치인 세르게이 코즐로프.
- 11월 8일
  - 아프리카계 미국인 야구 선수 드와이트 스미스. (~2022년)
  - 일본의 전 야구 선수 후지모토 히로시.
- 11월 9일
  - 대한민국의 바둑 기사 김성래.
  - 중화인민공화국의 전 축구 선수, 현 축구 감독 자슈취안.
- 11월 10일 - 영국의 배우 휴 보너빌.
- 11월 11일 - 미국의 프로레슬링 선수 빌리 건.
- 11월 12일
  - 일본의 배우 테라지마 스스무.
  - 미국의 정치인 베서니 홀롱.
- 11월 13일 - 대한민국의 정치인 이해식.
- 11월 14일 - 일본의 대식가 스가와라 하츠요. (~2023년)
- 11월 15일
  - 대한민국의 배우 이정성.
  - 일본의 축구 선수 사노 도루.
- 11월 16일 - 대한민국의 배우 전헌태.
- 11월 17일
  - 대한민국의 정치인 송기헌.
  - 스웨덴과 덴마크의 가수 조니 야콥센.
- 11월 18일 - 덴마크의 전직 축구 선수 페테르 슈마이켈.
- 11월 19일 - 대한민국의 정치인 최재천.
- 11월 20일 - 미국의 배우 밍나 원.
- 11월 23일 - 독일의 배우 안드레아스 슈미트. (~2017년)
- 11월 26일
  - 대한민국의 육상 선수 심덕섭.
  - 대한민국의 공무원 한문희.
- 11월 27일 - 러시아의 배우, 영화 감독 블라디미르 마시코프.
- 11월 28일 - 대한민국의 가수 박진.

### 12월
- 12월 3일 - 일본의 메카닉 디자이너, 일러스트레이터 카토키 하지메.
- 12월 4일 - 중화인민공화국 태생 대한민국의 탁구 선수 자오즈민.
- 12월 5일 - 대한민국의 과학자, 대학 교수 이정모.
- 12월 6일
  - 대한민국의 정치인 나경원.
  - 대한민국의 정치인 은수미.
- 12월 7일
  - 대한민국의 희극인 황기순.
  - 대한민국의 가수 이동은.
- 12월 8일 - 대한민국의 제21대 대통령 이재명.
- 12월 9일
  - 러시아의 정치인 세르게이 다르킨.
  - 일본의 황실 마사코 황후.
- 12월 10일 - 대한민국의 배구 선수 박미희.
- 12월 11일
  - 대한민국의 정치인 이만희.
  - 대한민국의 기업인, 정치인 이화영.
- 12월 12일
  - 스페인의 유도 선수, 정치인 미리암 블라스코.
  - 일본의 성우 시무라 토모유키.
  - 일본의 성우 오리카사 아이.
- 12월 13일 - 대한민국의 가수, 작곡가 정수라.
- 12월 15일
  - 대한민국의 배우 황신혜.
  - 폴란드의 배우 미로슬라프 바커.
- 12월 16일 - 미국의 영화감독 제임스 맨골드.
- 12월 18일
  - 미국의 배우 브래드 피트.
  - 일본의 배우, 성우 코야마 리키야.
  - 대한민국의 작사가 이승호.
- 12월 19일 - 대한민국의 정치인 우범기.
- 12월 21일 - 대한민국의 소설가, 대학강사 김기우.
- 12월 22일
  - 이탈리아의 전 축구 선수 주세페 베르고미.
  - 스위스의 정치인 카린 켈러-수터.
- 12월 23일 - 대한민국의 전 야구 선수, 야구 코치 김평호.
- 12월 24일 - 대한민국의 희극인 조금산. (~2017년)
- 12월 25일 - 대한민국의 전 야구 선수, 야구 심판 임채섭.
- 12월 27일 - 아르헨티나의 영화감독 가스파 노에.
- 12월 28일 - 중국의 바둑 기사 루이나이웨이.
- 12월 29일
  - 대한민국의 전 배드민턴 국가대표선수 김문수.
  - 스웨덴의 정치인 울프 크리스테르손.
- 12월 30일 - 미국의 정치인 마이크 폼페이오.

### 미상
- 대한민국의 시인 김명철.
- 대한민국의 배우 김화란. (~2015년)
- 대한민국의 가수 문연주.
- 대한민국의 정치인, 공무원 우범기.
- 영국의 배우 제이슨 아이작스.
- 대한민국의 개신교 목사 김진.
- 대한민국의 법조인 정종관.
- 대한민국의 법조인 한승철.
- 일본의 소설가, 프로그래머 유키 히로시.
- 대한민국의 경상남도 거제시의원 김경진.
- 대한민국의 충청남도 부여군의원 김종수.
- 대한민국의 법조인 김창모.
- 대한민국의 법조인 송준길.
- 일본의 성우 다카하시 히로시.

## 사망

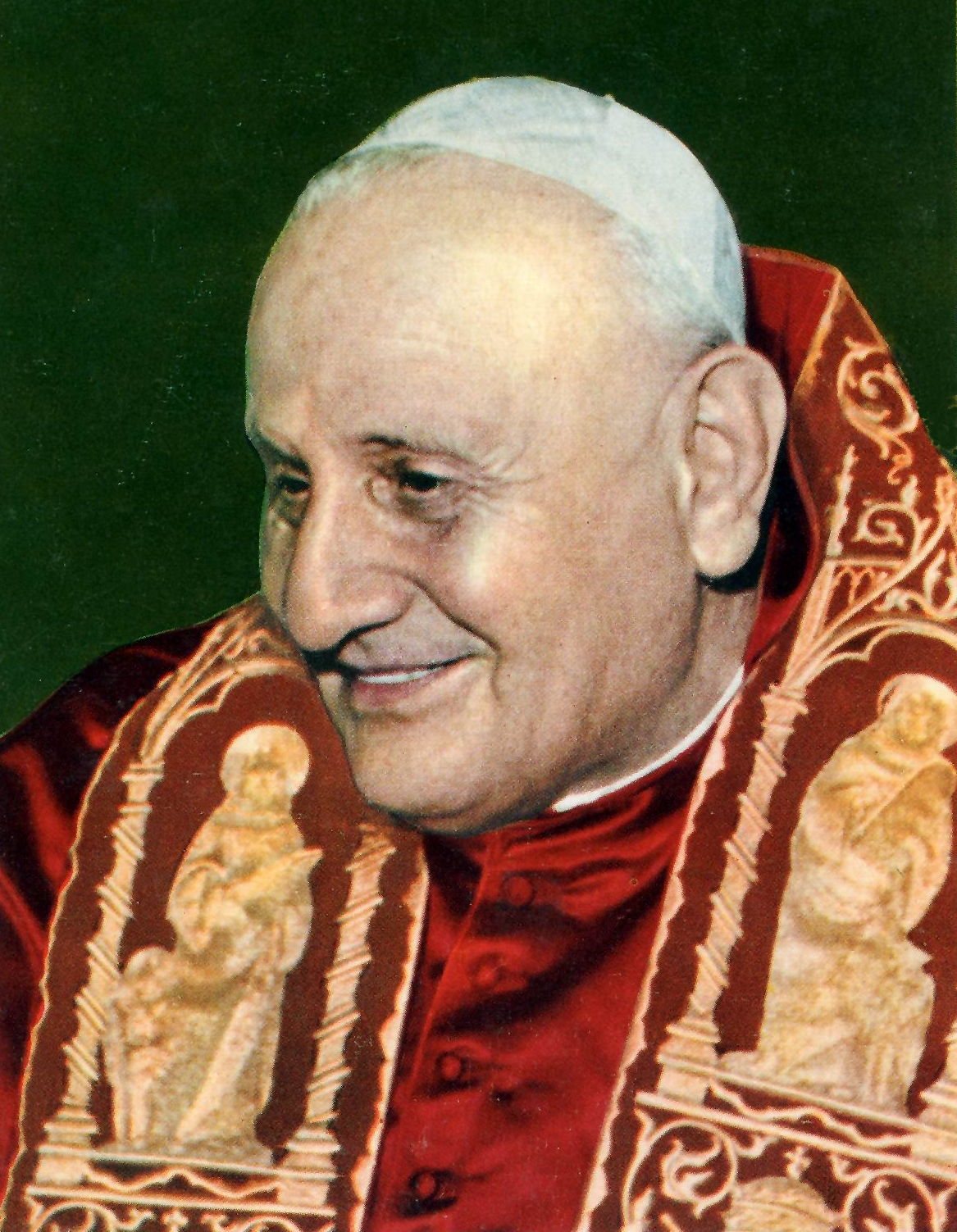
교황 요한 23세

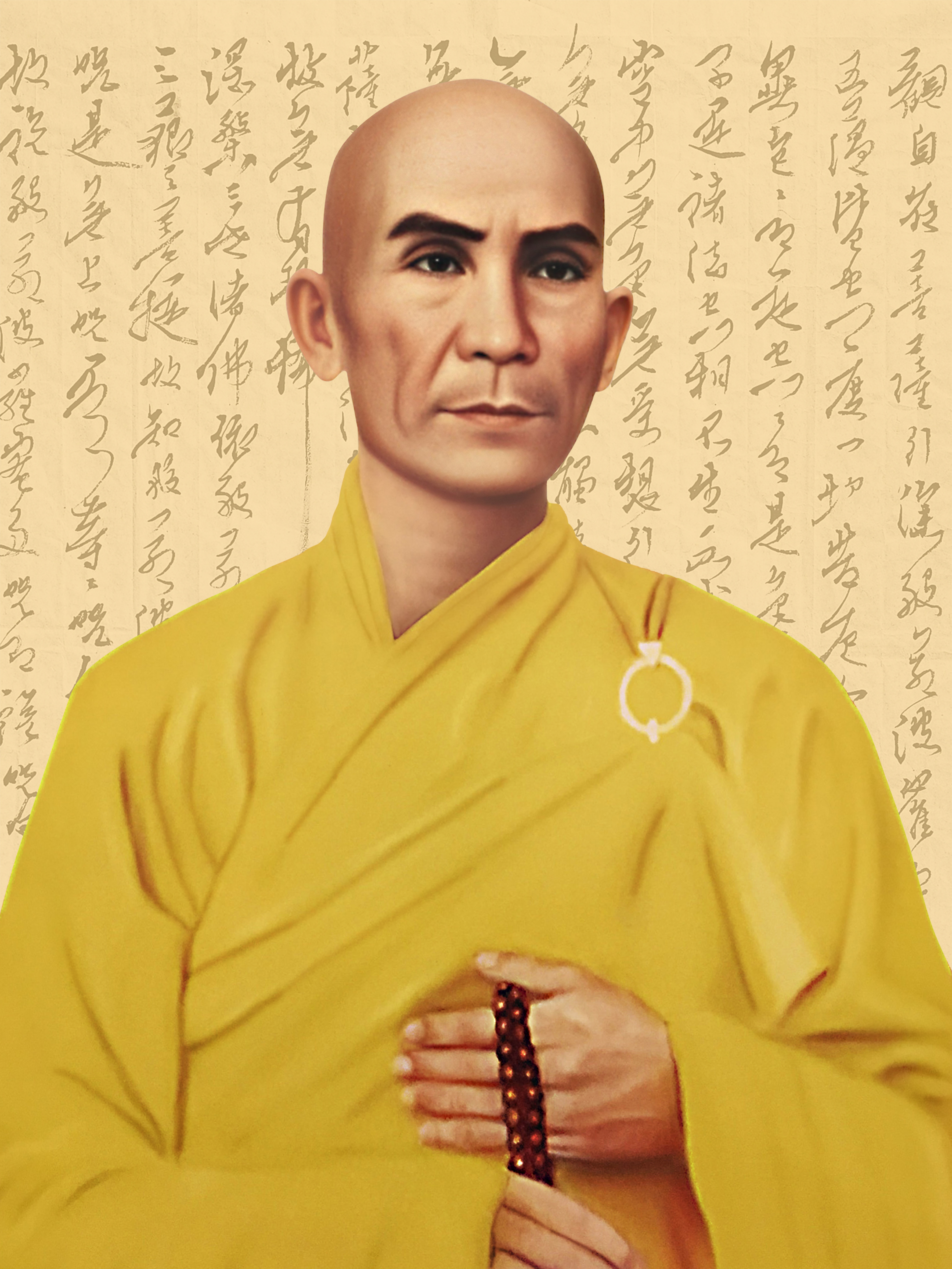
틱꽝득

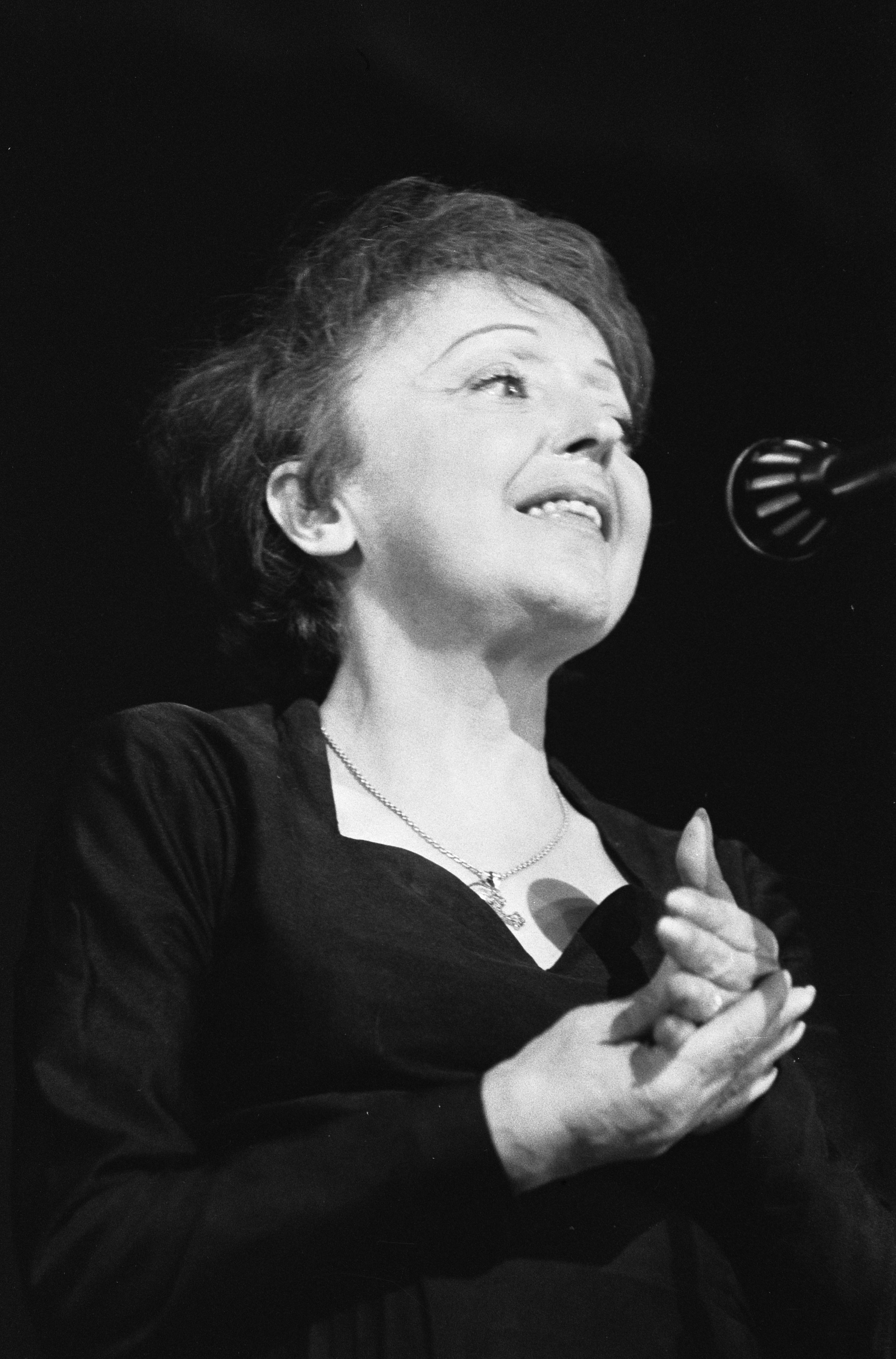
에디트 피아프

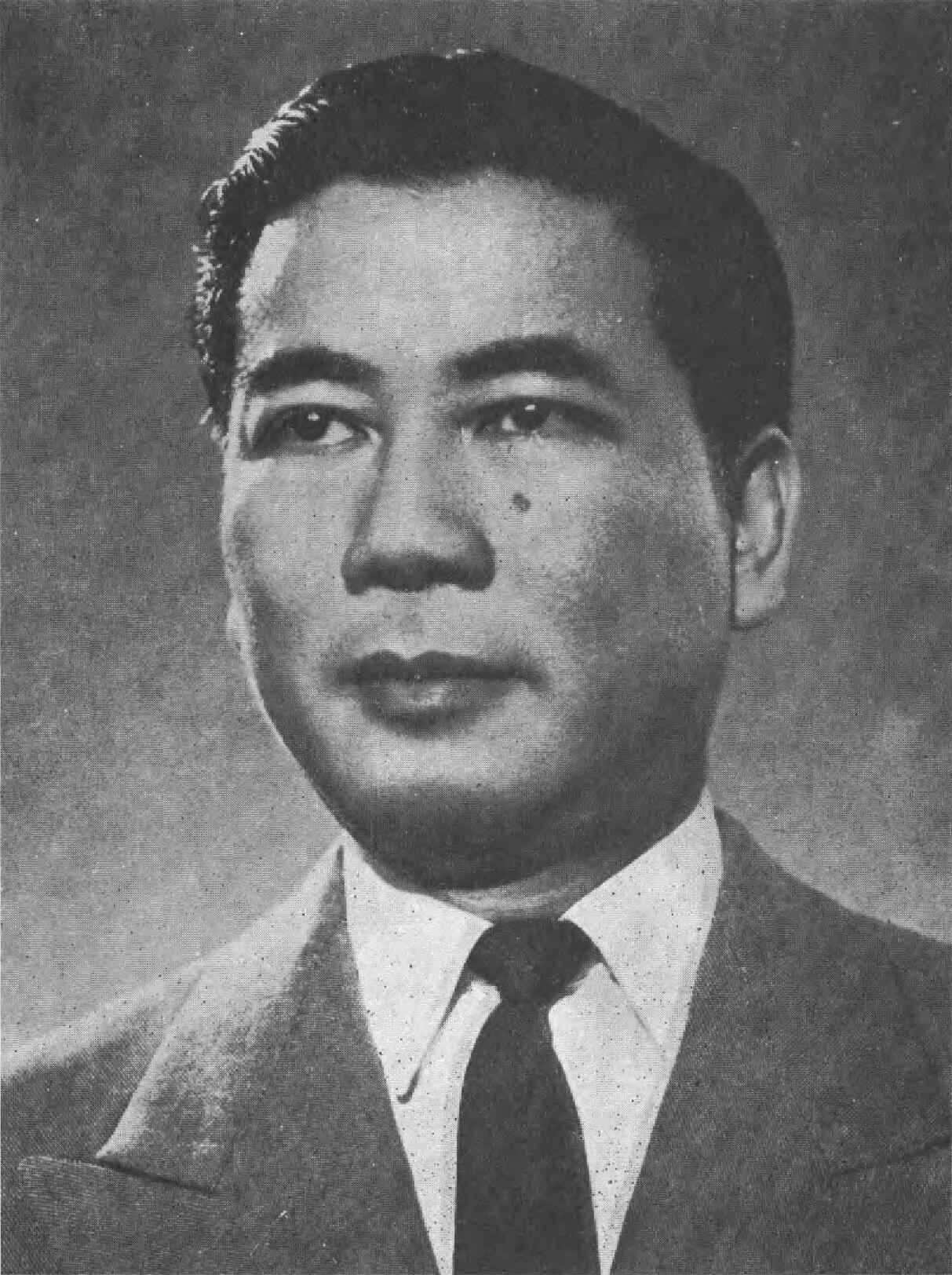
응오딘지엠

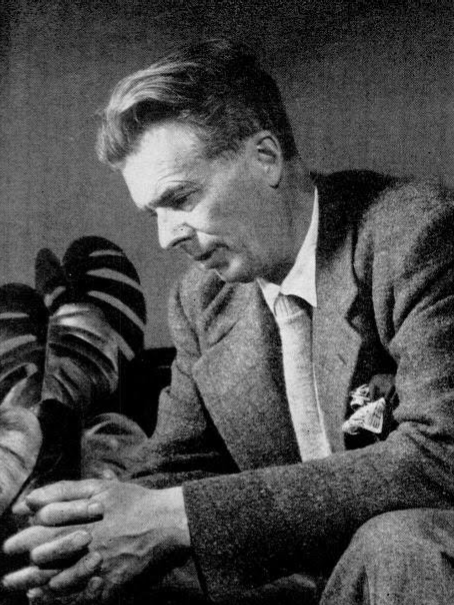
올더스 헉슬리

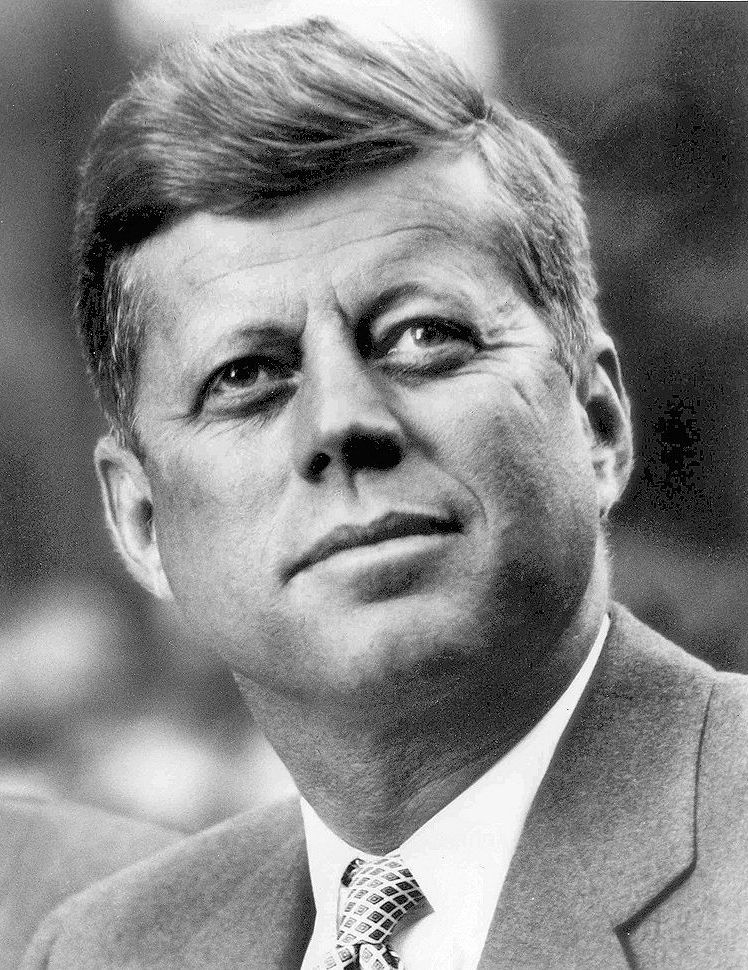
존 F. 케네디

- 3월 14일 - 대한민국의 소설가 염상섭. (1897년~)
- 4월 14일 - 독일의 단거리 육상 선수 아르투어 요나트. (1909년~)
- 5월 6일 - 대한민국의 아동문학가 강소천. (1915년~)
- 6월 3일
  - 로마 카톨릭의 성인 교황 요한 23세. (1881년~)
  - 대한민국의 시인, 작가 오상순. (1894년~)
- 6월 11일 - 베트남의 승려 틱꽝득. (1897년~)
- 7월 14일 - 일본의 불교학자 우이 하쿠주. (1882년~)
- 8월 31일 - 프랑스의 미술가, 화가 조르주 브라크. (1882년~)
- 10월 11일 - 프랑스의 가수 에디트 피아프. (1915년~)
- 10월 17일 - 프랑스의 수학자 자크 아다마르. (1865년~)
- 11월 2일 - 남베트남의 대통령 응오딘지엠. (1901년~)
- 11월 12일 - 미국의 군인 겸 정치인 존 R. 하지. (1893년~)
- 11월 22일
  - 영국의 소설가 C. S 루이스. (1898년~)
  - 영국의 작가 올더스 헉슬리. (1894년~)
  - 미국의 제35대 대통령 존 F. 케네디. (1917년~)
- 11월 24일 - 존 F. 케네디 대통령의 암살범 리 하비 오스월드. (1939년~)
- 12월 12일 - 일본의 영화 감독 오즈 야스지로. (1903년~)

## 노벨상
- 문학상: 요르기오스 세페리스
- 물리학상: 요하네스 옌젠, 마리아 괴페르트 메이어, 유진 폴 위그너
- 생리학 및 의학상: 존 에클스, 앨런 로이드 호지킨, 앤드루 헉슬리
- 평화상: 국제적십자위원회, 적십자사
- 화학상: 줄리오 나타, 카를 치글러

## 달력
| 1월 |    |    |    |    |    |    |
| 일  | 월 | 화 | 수 | 목 | 금 | 토 |
|     |    | 1  | 2  | 3  | 4  | 5  |
| 6   | 7  | 8  | 9  | 10 | 11 | 12 |
| 13  | 14 | 15 | 16 | 17 | 18 | 19 |
| 20  | 21 | 22 | 23 | 24 | 25 | 26 |
| 27  | 28 | 29 | 30 | 31 |    |    |

| 2월 |    |    |    |    |    |    |
| 일  | 월 | 화 | 수 | 목 | 금 | 토 |
|     |    |    |    |    | 1  | 2  |
| 3   | 4  | 5  | 6  | 7  | 8  | 9  |
| 10  | 11 | 12 | 13 | 14 | 15 | 16 |
| 17  | 18 | 19 | 20 | 21 | 22 | 23 |
| 24  | 25 | 26 | 27 | 28 |    |    |

| 3월 |    |    |    |    |    |    |
| 일  | 월 | 화 | 수 | 목 | 금 | 토 |
|     |    |    |    |    | 1  | 2  |
| 3   | 4  | 5  | 6  | 7  | 8  | 9  |
| 10  | 11 | 12 | 13 | 14 | 15 | 16 |
| 17  | 18 | 19 | 20 | 21 | 22 | 23 |
| 24  | 25 | 26 | 27 | 28 | 29 | 30 |
| 31  |    |    |    |    |    |    |

| 4월 |    |    |    |    |    |    |
| 일  | 월 | 화 | 수 | 목 | 금 | 토 |
|     | 1  | 2  | 3  | 4  | 5  | 6  |
| 7   | 8  | 9  | 10 | 11 | 12 | 13 |
| 14  | 15 | 16 | 17 | 18 | 19 | 20 |
| 21  | 22 | 23 | 24 | 25 | 26 | 27 |
| 28  | 29 | 30 |    |    |    |    |

| 5월 |    |    |    |    |    |    |
| 일  | 월 | 화 | 수 | 목 | 금 | 토 |
|     |    |    | 1  | 2  | 3  | 4  |
| 5   | 6  | 7  | 8  | 9  | 10 | 11 |
| 12  | 13 | 14 | 15 | 16 | 17 | 18 |
| 19  | 20 | 21 | 22 | 23 | 24 | 25 |
| 26  | 27 | 28 | 29 | 30 | 31 |    |

| 6월 |    |    |    |    |    |    |
| 일  | 월 | 화 | 수 | 목 | 금 | 토 |
|     |    |    |    |    |    | 1  |
| 2   | 3  | 4  | 5  | 6  | 7  | 8  |
| 9   | 10 | 11 | 12 | 13 | 14 | 15 |
| 16  | 17 | 18 | 19 | 20 | 21 | 22 |
| 23  | 24 | 25 | 26 | 27 | 28 | 29 |
| 30  |    |    |    |    |    |    |

| 7월 |    |    |    |    |    |    |
| 일  | 월 | 화 | 수 | 목 | 금 | 토 |
|     | 1  | 2  | 3  | 4  | 5  | 6  |
| 7   | 8  | 9  | 10 | 11 | 12 | 13 |
| 14  | 15 | 16 | 17 | 18 | 19 | 20 |
| 21  | 22 | 23 | 24 | 25 | 26 | 27 |
| 28  | 29 | 30 | 31 |    |    |    |

| 8월 |    |    |    |    |    |    |
| 일  | 월 | 화 | 수 | 목 | 금 | 토 |
|     |    |    |    | 1  | 2  | 3  |
| 4   | 5  | 6  | 7  | 8  | 9  | 10 |
| 11  | 12 | 13 | 14 | 15 | 16 | 17 |
| 18  | 19 | 20 | 21 | 22 | 23 | 24 |
| 25  | 26 | 27 | 28 | 29 | 30 | 31 |

| 9월 |    |    |    |    |    |    |
| 일  | 월 | 화 | 수 | 목 | 금 | 토 |
| 1   | 2  | 3  | 4  | 5  | 6  | 7  |
| 8   | 9  | 10 | 11 | 12 | 13 | 14 |
| 15  | 16 | 17 | 18 | 19 | 20 | 21 |
| 22  | 23 | 24 | 25 | 26 | 27 | 28 |
| 29  | 30 |    |    |    |    |    |

| 10월 |    |    |    |    |    |    |
| 일   | 월 | 화 | 수 | 목 | 금 | 토 |
|      |    | 1  | 2  | 3  | 4  | 5  |
| 6    | 7  | 8  | 9  | 10 | 11 | 12 |
| 13   | 14 | 15 | 16 | 17 | 18 | 19 |
| 20   | 21 | 22 | 23 | 24 | 25 | 26 |
| 27   | 28 | 29 | 30 | 31 |    |    |

| 11월 |    |    |    |    |    |    |
| 일   | 월 | 화 | 수 | 목 | 금 | 토 |
|      |    |    |    |    | 1  | 2  |
| 3    | 4  | 5  | 6  | 7  | 8  | 9  |
| 10   | 11 | 12 | 13 | 14 | 15 | 16 |
| 17   | 18 | 19 | 20 | 21 | 22 | 23 |
| 24   | 25 | 26 | 27 | 28 | 29 | 30 |

| 12월 |    |    |    |    |    |    |
| 일   | 월 | 화 | 수 | 목 | 금 | 토 |
| 1    | 2  | 3  | 4  | 5  | 6  | 7  |
| 8    | 9  | 10 | 11 | 12 | 13 | 14 |
| 15   | 16 | 17 | 18 | 19 | 20 | 21 |
| 22   | 23 | 24 | 25 | 26 | 27 | 28 |
| 29   | 30 | 31 |    |    |    |    |

### 음양력 대조 일람
1963년은 계묘(癸卯)년이며, 각각의 음력 월은 아래 도표를 참조 한다.
| 음력월 | 월건 | 대소 | 음력 1일의 양력 월일 | 음력 1일 간지 |
| ------ | ---- | ---- | -------------------- | ------------- |
| 1월    | 갑인 | 대   | 1월 25일             | 무진          |
| 2월    | 을묘 | 소   | 2월 24일             | 무술          |
| 3월    | 병진 | 대   | 3월 25일             | 정묘          |
| 4월    | 정사 | 소   | 4월 24일             | 정유          |
| 윤4월  |      | 소   | 5월 23일             | 병인          |
| 5월    | 무오 | 대   | 6월 21일             | 을미          |
| 6월    | 기미 | 소   | 7월 21일             | 을축          |
| 7월    | 경신 | 대   | 8월 19일             | 갑오          |
| 8월    | 신유 | 소   | 9월 18일             | 갑자          |
| 9월    | 임술 | 대   | 10월 17일            | 계사          |
| 10월   | 계해 | 대   | 11월 16일            | 계해          |
| 11월   | 갑자 | 대   | 12월 16일            | 계사          |
| 12월   | 을축 | 소   | 1964년 1월 15일      | 계해          |